# Лазарово
Лазарово (болг. Лазарово) — село в Болгарии. Находится в Плевенской области, входит в общину Кнежа. Население составляет 470 человек.

## Политическая ситуация
В местном кметстве Лазарово, в состав которого входит Лазарово, должность кмета (старосты) исполняет Цветан Дашов Иванов (коалиция в составе 3 партий: ВМРО — Болгарское национальное движение, Земледельческий народный союз (ЗНС), Болгарский земледельческий народный союз (БЗНС)) по результатам выборов правления кметства.
Кмет (мэр) общины Кнежа — Симеон Тодоров Шарабански (коалиция в составе 3 партий: Болгарская социал-демократия (БСД), Союз свободной демократии (ССД), Союз демократических сил (СДС)) по результатам выборов в правление общины.